# Peridroma pallens
Peridroma pallens är en fjärilsart som beskrevs av Chen. Peridroma pallens ingår i släktet Peridroma och familjen nattflyn. Inga underarter finns listade i Catalogue of Life.